# Луций Цезар
Луций Юлий Цезар Випсаниан (на латински: Lucius Iulius Caesar Vipsanianus), роден като Луций Випсаний Агрипа (на латински: Lucius Vipsanius Agrippa), често – Луций Цезар е внук и приемен син на Октавиан Август, един от вероятните приемници на властта му.

## Произход
Луций е третото дето на Марк Випсаний Агрипа от неговата трета жена, Юлия Старша. Агрипа произлизал от богатия плебейски род на Випсаниите. Юлия е единствената дъщеря на Октавиан Август, първия римски император, от неговата втора жена, Скрибония. Юлия е патрицианка, доколкото нейния баща, произлизащ от скромния плебейски род на Октавиите, е осиновен от Юлий Цезар. Така, при раждането си Луций наследява плебейски статут на баща си.
Освен Луций, двойката има още 4 деца – Випсания Юлия Агрипина, Гай Випсаний Агрипа, Юлия Випсания Агрипина и Марк Випсаний Агрипа Постум. Последният се ражда след смъртта на баща си и получава агномена Постум (на латински: postumus – посмъртен). Агрипа има още 2 дъщери от двата си първи брака – Випсания Агрипина и Випсания Марцела.
Веднага след раждането на Луций, Август осиновява него и 3-годишния Гай под имената съответно Луций Юлий Цезар Випсаниан и Гай Юлий Цезар Випсаниан .

### Живот
Двамата братя се възпитават в дома на Август. Кариерата на Гай започва през 6 пр.н.е., а тази на Луций 3 г. по-късно – през 3 пр.н.е., когато е назначен за принцепс на младежите, сменяйки на тази длъжност Гай. Тогава получава и правото да посещава Сената, и където е избран за консул през 4 година.
През 2 пр.н.е. надява мъжка тога. В тази година той взема участие в посвещението на храма на Марс Отмъститля, след което устоива циркови игри . През 2 г. е назначен за наместник в Испания с титлата пропретор. По пътя към провинцията заболява и умира в Масилия (съвр. Марсилия, Франция) през октомври 2 г. . Мълвата приписва смъртта му на Ливия Друзила, която така отстранява съперниците на своите деца Тиберий и Друз Старши по пътя към властта. Няма обаче достоверни доказателства както за това.
Сенатът постановява Луций да бъде погребан като цензор.